# George William Manby
George William Manby (ur. 28 listopada 1765 w Hilgay, zm. 18 listopada 1854 w Great Yarmouth) – brytyjski wojskowy, twórca gaśnicy wodnej.

## Życiorys
Urodzony 28 listopada 1765 r. w Hilgay jako starszy z dwóch braci. Syn kapitana Matthew Peppera Manby z Royal Welch Fusiliers. Uczęszczał do szkoły w Downham, gdzie zaprzyjaźnił się z Horatio Nelsonem. Następnie uczęszczał do szkoły w Kent i wstąpił na Royal Military Academy w Woolwich. Wówczas wstąpił do milicji Cambridgeshire i dosłużył się stopnia kapitana.
W 1801 r. przeniósł się do Clifton pod Bristolem, zajął się pisaniem. Jest autorem m.in. The History and Antiquities of St David's (1801), Sketches of the History and Natural Beauties of Clifton (1802) i A Guide from Clifton to the Counties of Monmouth, Glamorgan, etc. (1802). 
W 1807 roku Manby był świadkiem katastroy statku Snipe w pobliżu Great Yarmouth, w którym zginęło 214 osób. Do katastrofy doszło zaledwie 55 metrów od brzegu. Za sprawą tego zdarzenia zaczął projektować urządzenia służące ratowaniu ludzi.
Manby opracował projekt gaśnicy złożonej z miedzianego cylindra mieszczącego 12 litrów wody i 4 litry sprężonego powietrza i zaopatrzonego w zawór, przez który woda wypływała pod ciśnieniem. Urządzenie opatentowano w 1813 roku pod nazwą Extincteur. Oprócz gaśnicy opracował także mniej znane wynalazki, jak urządzenie do bezpiecznego łapania ludzi wyskakujących z płonących budynków, metodę wyciągania ludzi spod popękanego lodu i niezatapialną łódź. Manby został wybrany członkiem Royal Society w 1831 roku.
Zmarł 18 listopada 1854 r. w Great Yarmouth.